# Cariboptila caab
Cariboptila caab är en nattsländeart som beskrevs av Lazar Botosaneanu 1996. Cariboptila caab ingår i släktet Cariboptila och familjen stenhusnattsländor. Inga underarter finns listade i Catalogue of Life.